# 劳伦·詹姆斯
劳伦·伊丽莎白·詹姆斯（英語：Lauren Elizabeth James，2001年9月29日—），是一位英格兰职业足球运动员，司职前锋，现效力于英女超切尔西俱乐部，国家队层面为英格兰女足国家队出场。

## 早年生活
劳伦·伊丽莎白·詹姆斯2001年9月29日出生于伦敦。由父亲一方，她有格林纳达和多米尼克血统，于母亲一方则有英格兰血统，她的哥哥里斯·詹姆斯也是一名职业足球运动员。她曾就读于伦敦惠顿地区的特威克纳姆学校。

## 俱乐部生涯

### 阿森纳
劳伦·詹姆斯最初跟随身为足球教练的父亲，在本地俱乐部训练，13岁时，她被阿森纳相中，最初曾跟随男子青年队训练，两年后开始与女足一线队一起训练。2017年10月29日，她在与埃弗顿的英女超比赛的第59分钟替补登场，完成了阿森纳女足首秀，成为队史第二年轻的首秀球员。

### 曼联

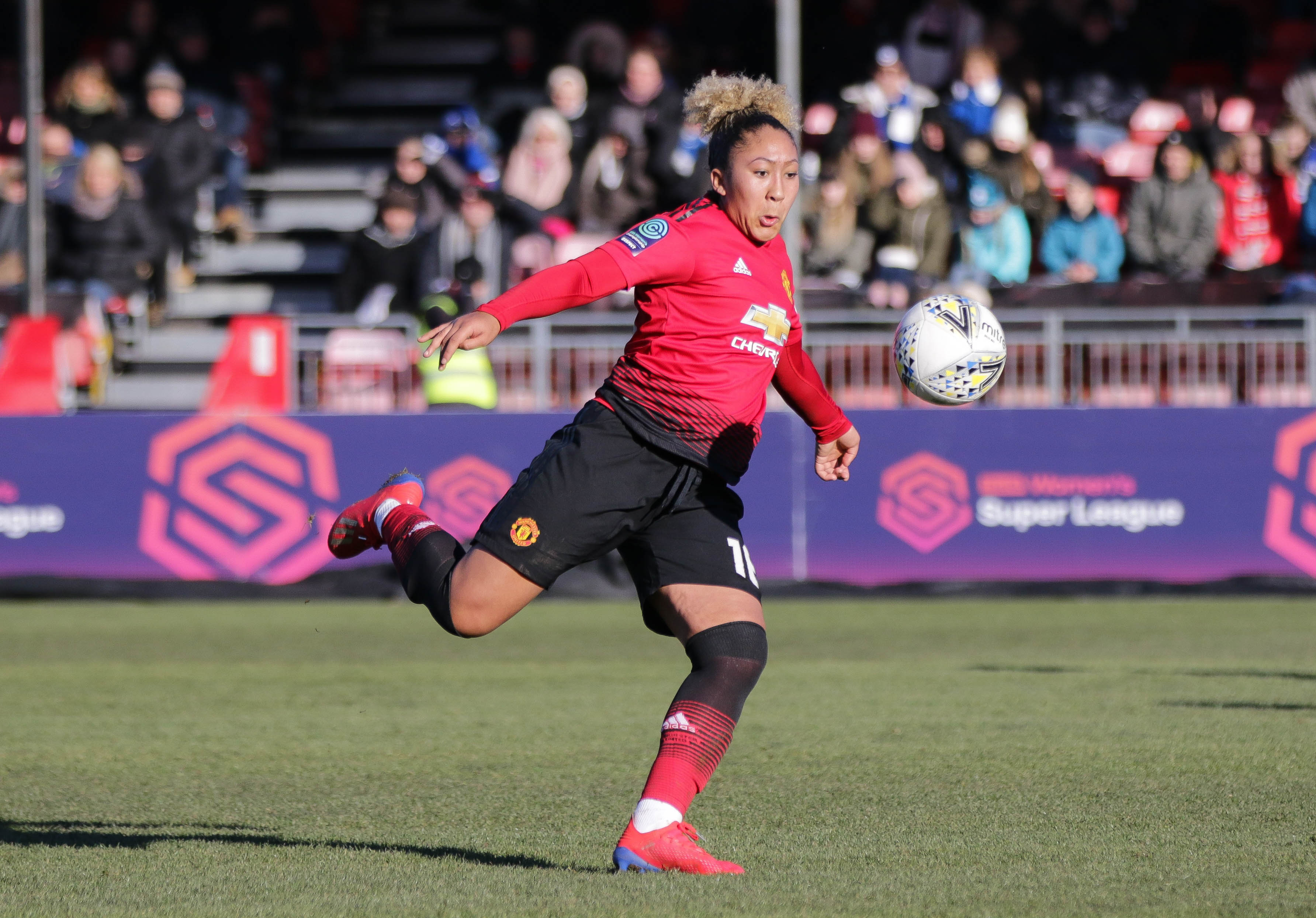
2019年代表曼联出战布莱顿的劳伦·詹姆斯

在阿森纳出场机会有限的劳伦·詹姆斯于2018年7月13日转会加盟曼联，参加第一级别的英女冠联赛。她在同年8月19日对阵利物浦的女足联赛杯中完成首秀。 她在2018-19赛季英女冠的第一场比赛中，面对阿斯顿维拉打进头两个进球，帮助球队12-0大胜对手。9月份曼联取得不败战绩，劳伦·詹姆斯打进三球，被评为当月最佳球员。2019年4月20日，她在对阵水晶宫的比赛中上演大四喜，最终她帮助球队赢得英女冠冠军并升级至英女超。
2019年9月28日，劳伦·詹姆斯在与利物浦的比赛中为曼联打入了自己的第一个英女超进球。两周后，她在与托特纳姆热刺的比赛中吃到两张黄牌下场。12月16日，她与俱乐部签订了自己的第一份职业合同。2019-2020赛季，她成为曼联队内的最佳射手，并被提名为PFA年度最佳女子青年球員的四个候选人之一。
2021年5月27日，她在与西汉姆联的比赛中首开纪录，这场比赛是第一场在老特拉福德球场举行的英女超比赛。

### 切尔西
2021年7月23日，切尔西宣布与劳伦·詹姆斯签订为期四年的合同。2022年5月27日9-0大胜莱斯特城的比赛中，她打进了自己的切尔西首球。在切尔西的第二个赛季，她在各项赛事中出场33次打进8球，其中包括5个英女超进球。凭借这个赛季的表现，她赢得了年度最佳年轻女足球员奖。 2023年6月，有消息称她已与切尔西签订了为期四年的新合同。

## 国家队生涯

### 青年队
2017年4月，劳伦·詹姆斯在与美国U-17的友谊赛中完成了英格兰U-17首秀。2017年10月14日，她在2018年女子U-17欧洲杯预选赛对阵拉脱维亚的比赛中作为队长出战并上演大四喜，帮助球队10-0大胜对手。
2019年1月，她第一次接到英格兰U-19征召，参与阿尔加夫杯（Algarve Tournament）。2019年7月，她进入2019年女子U-19欧洲杯英格兰队大名单。

### 成年队
2020年11月，劳伦·詹姆斯第一次得到英格兰成年国家队的征召，参与在圣乔治公园国家足球中心举行的29人训练营。
2022年9月3日，她完成了自己的成年国家队首秀，在与奥地利的2023年国际足联女子世界杯预选赛的第79分钟替补出场。 
2023年2月16日，她在阿诺德·克拉克杯英格兰4-0战胜韩国的比赛中打进了自己的国家队首球。
2023年5月31日，她入选2023年女足世界杯英格兰队大名单。小组赛第二场面对丹麦，她打进了全场唯一进球，帮助英格兰队取胜，第三场面对中国，她打进两球并送出三个助攻，获评全场最佳球员。

## 个人生活
劳伦是现效力于切尔西，曾为英格兰国家队出场的后卫里斯·詹姆斯的妹妹。他们成为现代第一对都曾代表英格兰成年队出战的异性兄弟姐妹。
她的父亲奈杰尔（Nigel）是一位持有欧足联证书的足球教练，她曾感谢父亲在她成长中的作用：“（他）在每一步都为我提供了帮助。我和我的兄弟们一起踢足球长大，我想像他们一样踢球；我一直热爱这项运动，我感谢我的父亲在我的足球生涯中投入的所有时间、精力和爱，他指导我，让我达到最好的水平。”。

## 生涯数据

### 俱乐部
最後更新：2023年5月27日
| 俱乐部   | 赛季     | 联赛     | 联赛 | 联赛 | 足总杯 | 足总杯 | 联赛杯 | 联赛杯 | 欧洲赛事 | 欧洲赛事 | 总计 | 总计 |
| 俱乐部   | 赛季     | 等级     | 出场 | 进球 | 出场   | 进球   | 出场   | 进球   | 出场     | 进球     | 出场 | 进球 |
| -------- | -------- | -------- | ---- | ---- | ------ | ------ | ------ | ------ | -------- | -------- | ---- | ---- |
| 阿森纳   | 2017–18  | 英女超   | 5    | 0    | 0      | 0      | 3      | 1      | —        | —        | 8    | 1    |
| 曼联     | 2018–19  | 英女冠   | 18   | 14   | 3      | 2      | 6      | 1      | —        | —        | 27   | 17   |
| 曼联     | 2019–20  | 英女超   | 12   | 6    | 1      | 1      | 5      | 2      | —        | —        | 18   | 9    |
| 曼联     | 2020–21  | 英女超   | 10   | 2    | 0      | 0      | 1      | 0      | —        | —        | 11   | 2    |
| 曼联     | 总计     | 总计     | 40   | 22   | 4      | 3      | 12     | 3      | —        | —        | 56   | 28   |
| 切尔西   | 2021–22  | 英女超   | 6    | 1    | 3      | 0      | 2      | 0      | 1        | 0        | 12   | 1    |
| 切尔西   | 2022–23  | 英女超   | 18   | 5    | 4      | 0      | 3      | 1      | 8        | 2        | 33   | 8    |
| 切尔西   | 总计     | 总计     | 24   | 6    | 7      | 0      | 5      | 1      | 9        | 2        | 45   | 9    |
| 生涯总计 | 生涯总计 | 生涯总计 | 69   | 28   | 11     | 3      | 20     | 5      | 9        | 2        | 109  | 38   |

### 国家队
最後更新：2023年8月1日
| 国家队 | 年份 | 出场 | 进球 |
| ------ | ---- | ---- | ---- |
| 英格兰 | 2022 | 5    | 0    |
| 英格兰 | 2023 | 9    | 4    |
| 总计   | 总计 | 14   | 4    |

| 序数 | 日期          | 地点                           | 对手 | 进球后比分 | 全场比分 | 赛事                  | 来源   |
| ---- | ------------- | ------------------------------ | ---- | ---------- | -------- | --------------------- | ------ |
| 1    | 2023年2月16日 | 英格兰米尔顿凯恩斯MK体育场     |      | 4–0        | 4–0      | 2023年阿诺德·克拉克杯 | [ 25 ] |
| 2    | 2023年7月28日 | 澳大利亚悉尼悉尼足球场         | 丹麦 | 1–0        | 1–0      | 2023年女足世界杯      | [ 34 ] |
| 3    | 2023年8月1日  | 澳大利亚阿德莱德欣德马什体育场 | 中國 | 3–0        | 6–1      | 2023年女足世界杯      | [ 35 ] |
| 4    | 2023年8月1日  | 澳大利亚阿德莱德欣德马什体育场 | 中國 | 4–1        | 6–1      | 2023年女足世界杯      | [ 35 ] |

## 荣誉
曼联
- 英女冠（英语：Women's Championship (England)）冠军：2018–19赛季[36]

切尔西
- 英女超冠军：2021–22、2022–23赛季
- 女足足总杯冠军：2021–22, 2022–23赛季

英格兰
- 女足南美洲-欧洲冠军杯（英语：Women's Finalissima）冠军：2023[37]
- 阿诺德·克拉克杯（英语：Arnold Clark Cup）冠军：2023[38]
- 歐洲女子足球錦標賽：2025

个人奖项
- 英女超每月最佳进球：2023年2月[39]
- 英女冠（英语：Women's Championship (England)）每月最佳球员：2018年9月[11]
- 西北地区足球奖女足新星：2020年度[40]
- 阿诺德·克拉克杯（英语：Arnold Clark Cup）赛事最佳球员：2023[41]
- 阿诺德·克拉克杯（英语：Arnold Clark Cup）NXGN赛事最佳球员：2023[41]

- 伦敦足球奖年度最佳女足年轻球员：2023年度